# Festivalul Melt!

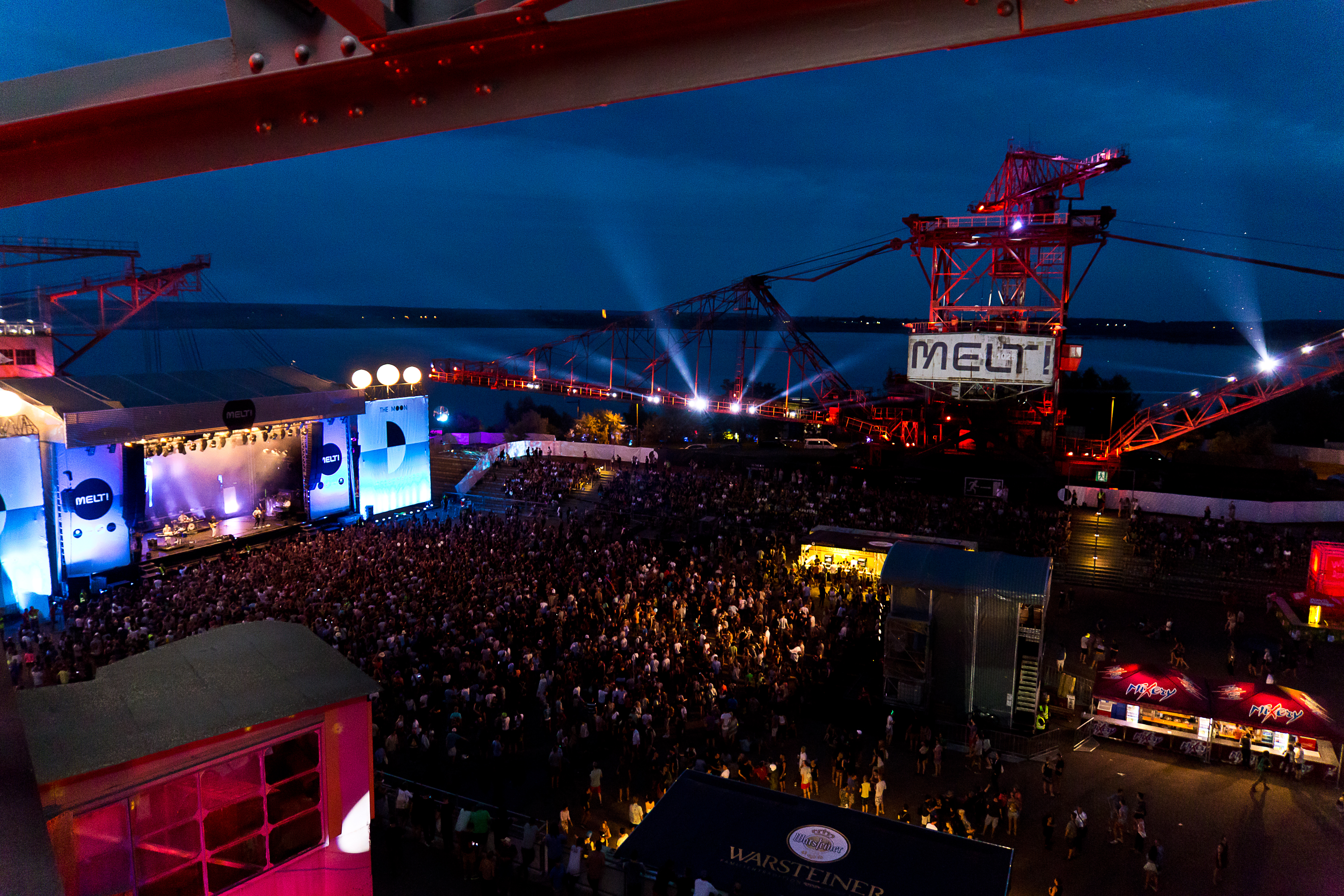
Melt! 2015

Festivalul Melt! este un festival de muzică din Germania. Muzica de la acest festival poate fi descrisă ca Electronica întâlnește Rock-ul.

## Locația

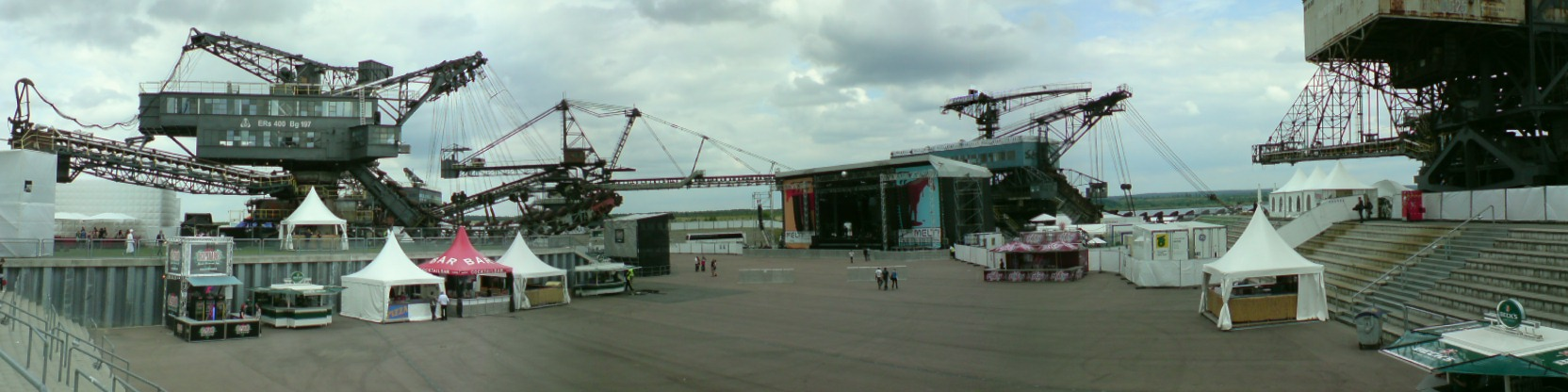
Scena Principală - Ziua, expunerea utilajelor (2008)

Din 1999 festivalul se ține la Ferropolis, Gräfenhainichen Germania.
Punctul principal de atracție al festivalului e locația, un muzeu în aer liber, de utilaje uriașe din secolul al 20-lea. Unele dintre acestea cântăresc până la 1980 de tone și ating înălțimi de 30 de metri.

## Ediții
Prima ediție a festivalului s-a ținut în 1997, și de atunci s-a desfășurat anual, în afară de 2003, când acesta a fost anulat din motive financiare.

### 1997
- Locație: Bernsteinsee Velten / Brandenburg
- Public prezent: 2000

### 1998
- Locație: Flugplatz Lärz / Mecklenburg
- Public prezent: 2500

### 1999
- Locație: Ferropolis
- Public prezent: 2800

### 2000
- Locație: Ferropolis
- Public prezent: Lipsă date

### 2001
- Locație: Ferropolis
- Public prezent: Lipsă date

### 2002
- Locație: Ferropolis
- Public prezent: Lipsă date

### 2004
- Locație: Ferropolis
- Public prezent: 8000

### 2005
- Locație: Ferropolis
- Public prezent: 10000

### 2006
- Locație: Ferropolis
- Public prezent: 12000

### 2007
- Locație: Ferropolis
- Public prezent: 16000

### 2008
- Locație: Ferropolis
- Public prezent: 20186

## Capuri de afiș
Câteva din trupele ce au fost cap de afiș: Underworld, Björk, Franz Ferdinand, Editors, The Streets, Oasis, Bloc Party, The Cribs, Maxïmo Park, Pet Shop Boys, Röyksopp, Peaches, Scissor Sisters, Mando Diao, Chicks on Speed, Aphex Twin, Jamie Lidell și Michael Mayer